# Ornithogalum benguellense
Ornithogalum benguellense är en sparrisväxtart som beskrevs av John Gilbert Baker. Ornithogalum benguellense ingår i släktet stjärnlökar, och familjen sparrisväxter.
Artens utbredningsområde är Angola. Inga underarter finns listade i Catalogue of Life.